# Seljordsvatn
Seljordsvatn est un  lac de Norvège avec une superficie de plus de 16 km2. Il se situe dans les municipalités de Seljord et Midt-Telemark dans le comté de Vestfold og Telemark. Il se trouve à environ 116 mètres d'altitude.

## Description
Le lac fait partie du Skien watershed (en) (bassin versant de Skien) le troisième plus grand de Norvège. L'entrée la plus importante est Vallaråi , et la sortie se fait via la rivière Bøelva vers le lac Norsjø.
Selon le folklore local Selma, une créature lacustre (norvégien : Seljordsormen) vit dans le lac.